# Adrián González (futebolista)
Hernán Adrián Gonzalez, mais conhecido como Adrián Gonzalez (Avellaneda, 20 de novembro de 1976), é um ex-futebolista argentino que atuava como lateral-direito.

## Carreira
Adrián Gonzalez começou sua carreira profissional no El Porvenir, na regionalizada Terceira Divisão Argentina, em 1995.
Em 1998, González chegou ao San Lorenzo, conquistando o Campeonato Argentino de Futebol de 2000-01.
Depois, atuou pelo Unión de Santa Fé de 2001 a 2003 e pelo Banfield de 2003 a 2004.
O jogador retornou ao San Lorenzo em 2004.Campeão do Cla usura em 2007, Ádrian tornou-se um dos principais jogadores da história do San Lorenzo, ao levantar a taça como capitão e receber o prêmio de melhor defensor do Torneio Clausura de 2007
No dia 17 de julho de 2009, Gonzalez se desligou do San Lorenzo.
Em 21 de julho de 2009, Adrián Gonzalez foi anunciado oficialmente como nova contratação do São Paulo. No mesmo dia, ele já iniciou os treinamentos no clube. O jogador assinou contrato de um ano com o clube paulista.
Em julho de 2010, Adrián foi liberado do São Paulo e no mesmo ano acertou sua ida ao Arsenal de Sarandí.

## Títulos
San Lorenzo
- Campeonato Argentino: 2001 (Clausura) e 2007 (Clausura)

Arsenal de Sarandí
- Campeonato Argentino: 2012 (Clausura)